# Mato Kósyk
Mato Kósyk (Werben, aleshores Prússia, 18 de juny de 1853 - Albion, Oklahoma, 22 de novembre de 1940) fou un escriptor sòrab. El 1867 es matriculà al gymnasium de Cottbus amb la intenció d'estudiar teologia, però el deixà el 1873 per a posar-se a treballar en el ferrocarril de Leipzig i començà a compondre els seus primers poemes en baix sòrab. El 1877 deixà la feina per problemes de salut i tornà al seu poble, on treballà com a escriptor i publicà articles a Bramborske nowiny des de 1881. Va mantenir contactes amb Kito Šwjela, Hajndrich Jordan, Bjarnat Krušwica, Juro Surowin, Alfons Parczewski, Michał Hórnik i Jan Arnošt Smoler, i juntament amb ells fou un dels fundadors de la secció de Maćica Serbska a la Baixa Lusàcia.
El 1883 marxà a Hamburg i d'allí s'embarcà a Nova York. Va viatjar en tren des de Buffalo cap a Springfield (Illinois), on intentà estudiar teologia, però el 1884 fou enviat al seminari alemany de Chicago. El 1885 acabà els estudis i fou ordenat a Wellsburg (Iowa), treballant aleshores amb immigrants alemanys i frisons. El 1886 va tornar temporalment a Lusàcia a la mort del seu germà Kito. Va estar un temps a Drachhausen i Peitz, i com que no aconseguí que reconeguessin el seu nomenament, el 1887 va tornar als Estats Units per a no tornar. Fou enviat com a pastor a diverses congregacions de Nebraska: Ridgeley a Dodge County (1887-1889), Princeton a Lancaster County (1889-1895), Stamford a Harlan County (1896-1899) i Ohiowa a Fillmore County (1899-1907). El 1890 es casà amb Anna Wher, originària de Poznań (aleshores Posen) i fou envia a El Reno (Oklahoma) fins que es retirà el 1913. Aleshores es va establir a Albion.
Des de 1892 tornà a escriure un altre cop i tornà a mantenir contactes amb escriptors sòrabs. Fins al 1898 va enviar els seus poemes a Bogumił Šwjela per tal que pogués publicar-los. Després de la mort del seu únic fill Juro (1924) i de la seva esposa el 1929 va romandre aïllat. En els darrers anys va mantenir alguns contactes amb Mina Witkojc.

## Obres
- Serbska swajźba w Błotach, 1880
- Pśerada markgroby Gera, 1881
- Branibora Pad, 1882
- Zběrka dolnoserbskich pěsnjow, 1893
- Zhromadźene spisy
- Pěsni, dues parts, 1929-1930, publicades per Bogumił Šwela